# Exmor

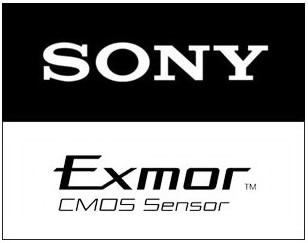
Sony Exmor

Exmor és el nom d'una tecnologia Sony implementada en alguns dels seus sensors d'imatge. Realitza una conversió analògica/digital del senyal en el xip i en dues etapes de reducció de soroll en paral·lel sobre cada columna del sensor CMOS.

## Dispositiu
L'Exmor R és un sensor BSI versió CMOS de Sony. El Sensor d'imatge Exmor R va ser anunciat per Sony l'11 de juny de 2008 i va ser la primera aplicació de producckió massiva al món d'un sensor tecnologia BSI. Sony afirma que Exmor R és aproximadament dues vegades més sensible que un sensor normal il·luminat frontalment. Aquest sensor BSI es troba en diversos telèfons mòbils i càmeres de Sony, així com en els iPhone a partir dels iPhone 4S i 5 d'Apple. El sensor Exmor R permet a la càmera del smartphone gravar pel·lícules d'alta definició i imatges fixes en zones amb baix nivell d'il·luminació .
Originalment, la tecnologia Exmor R es limitava a sensors petits per a càmeres de vídeo, càmeres compactes i càmeres de telèfons mòbils, però la càmera "full frame" Sony ILCE-7RM2 introduïda el 10 de juny 2015 també compta amb un sensor Exmor R .